# Metodo Shenker

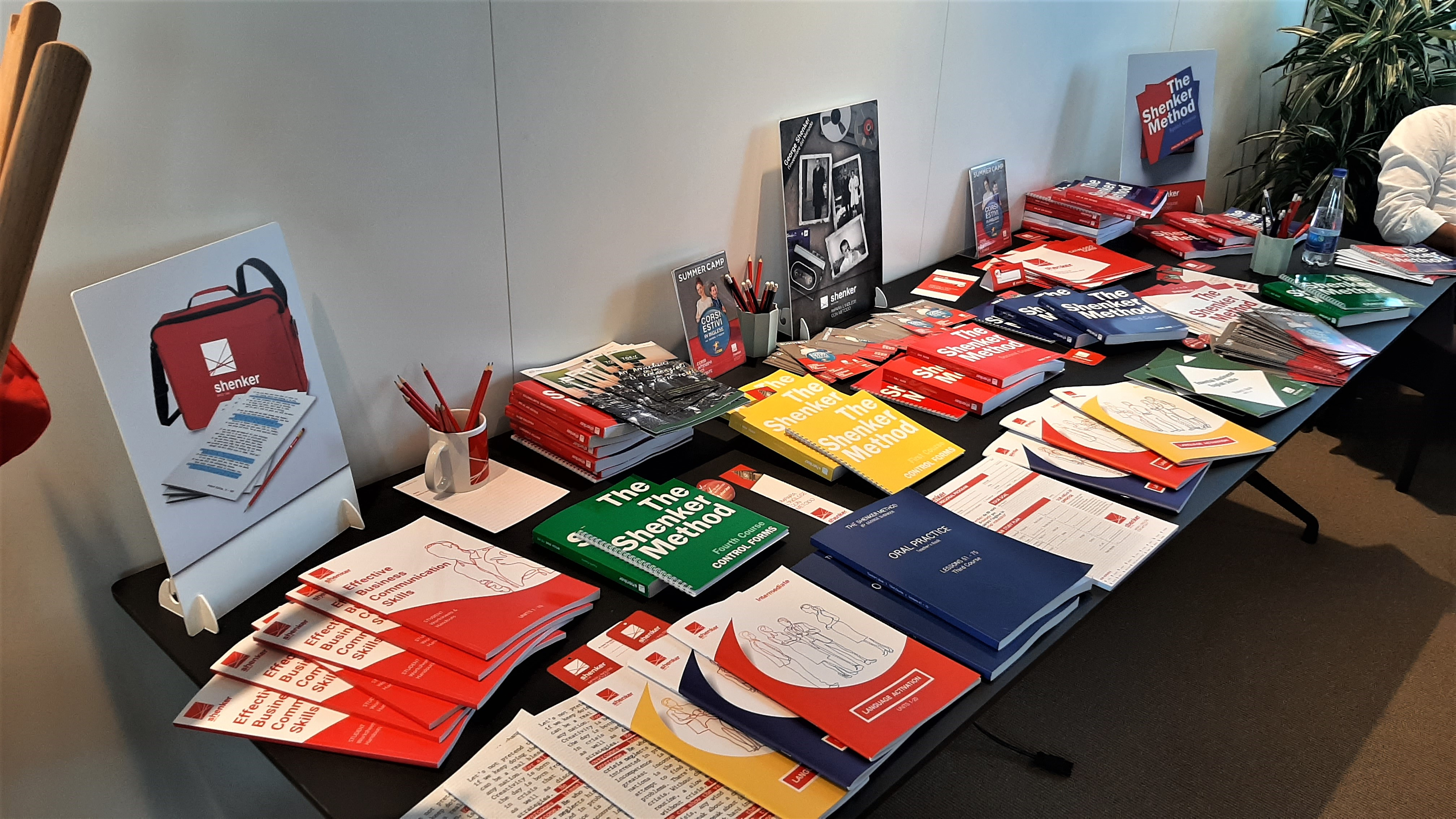
Panoramica dei Libri Shenker

Il Metodo Shenker è un metodo di insegnamento della lingua inglese creato in maniera specifica per gli italiani, ideato nel 1954 da George Shenker che utilizzò le sue conoscenze scientifiche per creare un metodo d’insegnamento della lingua inglese innovativo, fondato più sulla pratica che sulla grammatica, insieme alla moglie Loredana Franceschini. Attualmente, il metodo viene insegnato nelle "Scuole Shenker", sparse su tutto il territorio nazionale e su concessione della Shenker English Academy srl.
La prima scuola Shenker fu inaugurata nel 1956.
Fonti giornalistiche affermano che la scuola Shenker sia stata frequentata anche da personaggi famosi come i politici Matteo Renzi e Silvio Berlusconi, dai campioni olimici Gregorio Paltrinieri  Luca Marin, Matteo Castaldo, dai calciatorori Giorgio Chiellini e Graziano Battistini, dalla cantante Arisa, dal registia Nanni Moretti, da diversi giornalisti tra cui Bruno Vespa, Ferruccio De Bortoli, Enrico Mentana, Marco Fanzelli, da diversi attori tra cui Pietro Castellitto, Eleonora Brigliadori, Lorenza Indovina, Nicola Acunzo, Maria Sole Manzutti, dall'autore televisivo Silvio Testi e dall'artista Marco Lodola che ha anche realizzato diverse sculture luminose con il logo Shenker esposte nelle sedi di Torino, Roma Prati, Roma EUR e Verona.

## Storia
Il Metodo Shenker fu creato da Gorge Shenker all'inizio degli anni cinquanta. Egli era un uomo eccezionale nel vero senso rinascimentale, poiché possedeva molti talenti e abilità: era un poliglotta, uno scrittore, un inventore, un fisico e un uomo d'affari. Ma di tutti questi ruoli, quello che gli diede maggiori soddisfazioni e piacere, fu quello di insegnare. 
George Shenker iniziò la sua attività di insegnante di lingue alla fine della seconda guerra mondiale, quando a Roma era responsabile del vasto dipartimento linguistico dell'UNRRA per l'insegnamento della lingua inglese a migliaia di profughi di varie nazionalità. Terminata la guerra, negli anni cinquanta, insieme alla moglie Loredana Franceschini, sviluppa una originale e innovativa metodologia per l’apprendimento dell’inglese, studiata appositamente per gli italiani. Inoltre, la sua formazione di ingegnere e matematico, lo porta a cercare un metodo che valutasse in modo quantitativo e misurabile i progressi nell'apprendimento della lingua. Si avvalesse anche delle nuove scoperte linguistiche, come l'Alfabeto fonetico internazionale, e dei moderni supporti tecnologici di trasmissione fonica, come il Disco in vinile.
Il suo primo corso fu per la NATO, in particolare per l'Aeronautica Militare Italiana. Il compito di istruire i piloti fu un impegno che George Shenker accettò volentieri. I piloti dovevano avere una prontezza di riflessi e una padronanza dell'inglese tale da non ammettere né esitazioni né errori. Il passo successivo fu l'applicazione del Metodo Shenker nel mondo dell'industria e degli affari.
Nel 1956 nasce a Roma la prima scuola Shenker. Negli anni '60, fonda una casa discografica "Sandwich records" e quindi anche con ERI e RCA, pubblica un corso in vinile dal titolo "The George L. Sandwich method", in 50 lezioni, dove L. stava probabilmente per Loredana e il falso cognome "Sandwich" si riferiva al modo di intervallare le lezioni, simile alle due parti di un panino. Con tale pubblicazione, George ispirerà una seconda scuola, non direttamente a lui legata, anch'essa tuttora presente sul territorio nazionale in diverse sedi, dal nome "The Sandwich method". 
Le due scuole, nel corso del tempo, si sono differenziate per gestione, target, materiale didattico e numero di lezioni. Ad esempio, mentre le scuole Shenker si basano oggi su 100 lezioni, il metodo Sandwich si ferma alla lezione 75. 
Alla morte del fondatore, nel 1971, la scuola fu portata avanti dalla moglie Loredana, fino al subentro nel 1996 da parte di Barbara Santoro che ne trasformò il modello di business e iniziò una radicale revisione dei contenuti e dei rapporti contrattuali con le varie scuole dislocate sul territorio. Da maggio 2025 titolare del Metodo Shenker è la Shenker English Academy Srl. 

## Caratteristiche del Metodo Shenker

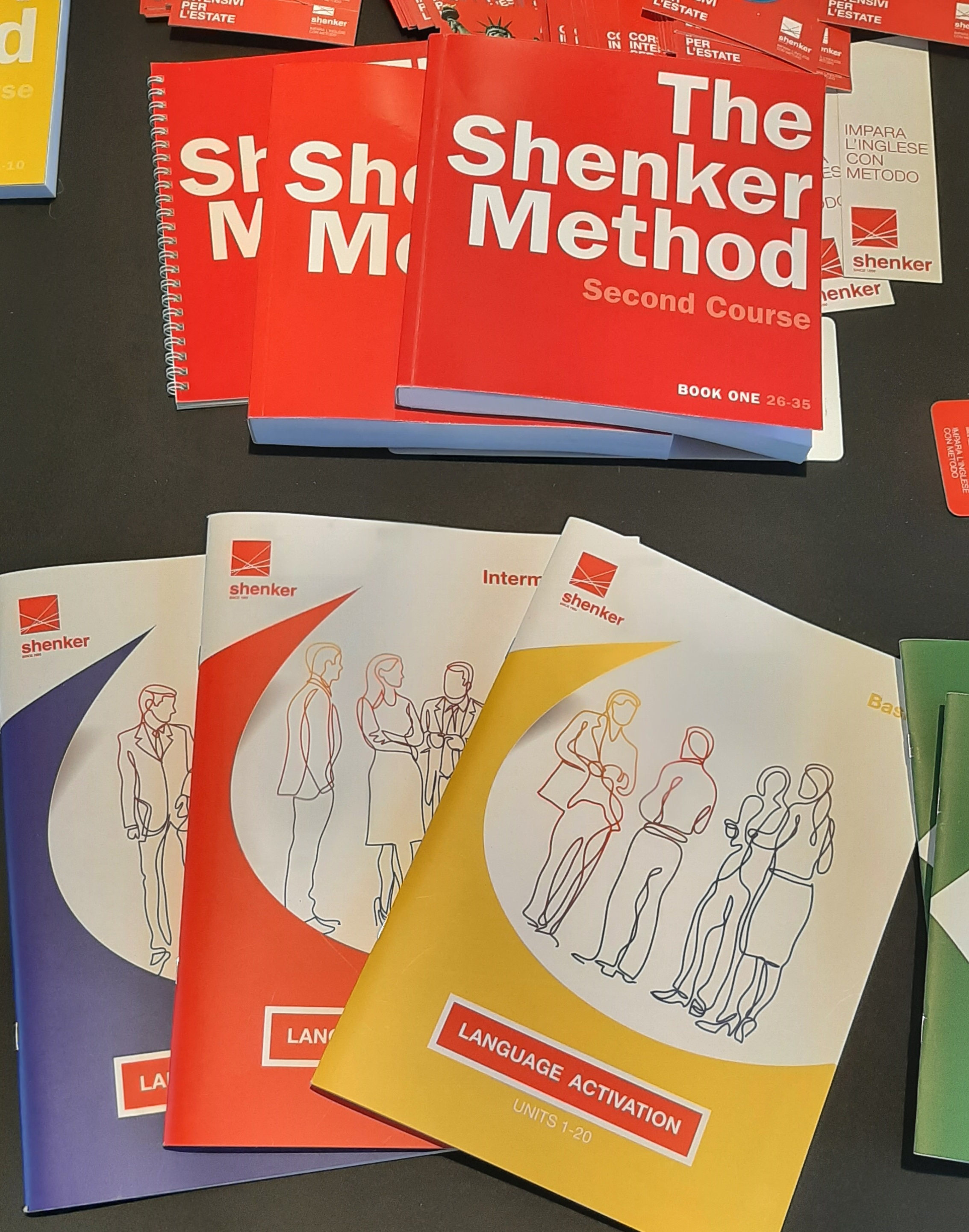
Libri Shenker Language Activation

Una serie di elementi caratterizzano il Metodo Shenker, composto attualmente di 100 lezioni, divise in 4 gruppi: lezioni 1-25, lezioni 26-50, lezioni 51-75, lezioni 76-100. 
- Lo studente studia individualmente, attraverso un testo scritto e delle registrazioni audio fornite dalla scuola, una lezione dove gli viene presentato un dialogo o un testo tratto dalla vita reale, con note inerenti alla grammatica e ai vocaboli. Lo studente si prepara quindi a tradurre per iscritto e a memoria quattro blocchi (Control Form) composte di una dozzina di frasi, dall'italiano all'inglese.
- Per passare alla lezione successiva, lo studente affronta un esame scritto (Written Test) con un docente madrelingua. Nell'esame deve dimostrare di saper tradurre in 5 minuti con massimo due errori. Se non passa l'esame, ripeterà lo studio della lezione, altrimenti potrà passare allo studio della lezione successiva.
- Oltre all'esame scritto lo studente prepara per la lezione con l'insegnante un esame orale (Oral Test). Nell'esame orale viene chiesto allo studente di tradurre in un minuto e senza errori uno di quattro blocchi di una lezione precedente, solitamente quattro lezioni indietro. Infatti, le prime quattro lezioni orali sono dedicate allo studio dell'Alfabeto fonetico internazionale e dei suoni della lingua inglese. Questo studio iniziale crea la distanza tra lezioni scritte e ripresa orale della stessa lezione a distanza di tempo.
- Ogni cinque lezioni di cui si è superato sia lo scritto che l'orale si effettua un test (LEX) per vedere se è necessario riprendere alcuni contenuti. Ogni fine del gruppo di lezioni si effettua un altro esame per poter procedere alle 25 lezioni successive.

La distanza di tempo che intercorre tra la preparazione del "Oral Test" e del" Written Test" è uno dei fattori fondamentali del metodo di Shenker per una più efficace memorizzazione. Inoltre, il sistema basato sul superamento di piccoli esami incentiva lo studio e assicura un avanzamento progressivo e graduale dell'apprendimento. 

## Edizioni dei Corsi Shenker

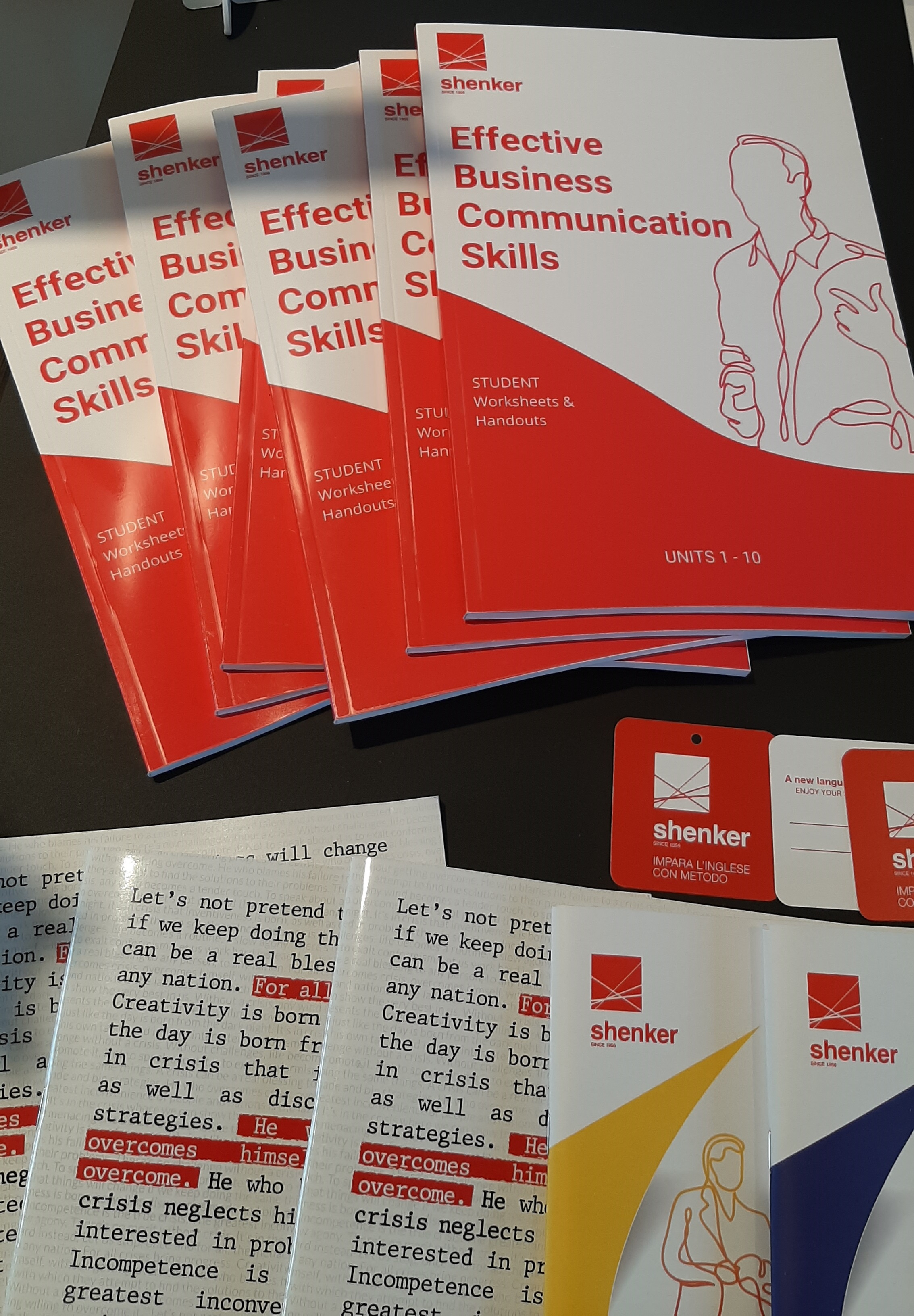
Edizioni Libri Shenker

- 1958-1959 con i disegni di J.D. Hart, vengono stampate le prime 50 lezioni.

- 1979-1980 compaiono tutti i quattro corsi con 100 lezioni totali.
- 1994-1992 riedizione con aggiornamenti.
- 2008 il corso viene completamente riscritto con testi, disegni, grafica e materiale audio completamente nuovi.
- 2015 il corso viene ulteriormente rivisto e aggiornato.
- 2022 il 4° Corso (lezioni 76-100) viene completamente rivisto e aggiornato dal team didattico nazionale composto da Clark Sandra (Publishing Coordinator), Heidi Darley e Nicki Sinclair (Editing) e vengono aggiunte le illustrazioni di Mariangela Borin
- 2023 Viene aggiornato anche il 1° Corso (lezioni 1 - 25) sempre dal team didattico nazionale con le illustrazioni di Mariangela Borin
- 2024 Viene aggiornato anche il 2° Corso (lezioni 26 - 50)